# 加彭綠鰭魚
加彭綠鰭魚，為輻鰭魚綱鮋形目牛尾魚亞目角魚科的其中一種，分布於東大西洋區，從維德角群島至幾內亞灣海域，棲息深度15-200公尺，體長可達32公分，為底棲性魚類，生活在礫石底質海域，屬肉食性，可做為食用魚。